# Cementación (geología)

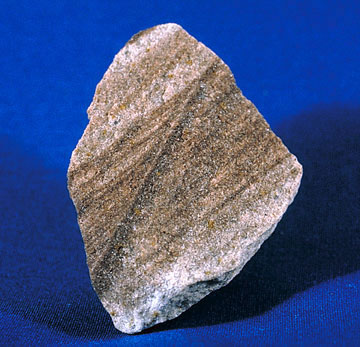
Arenisca, roca que se ha litificado tras sufrir compactación y cementación.

Se denomina cementación al proceso por el cual durante la diagénesis precipitan las sales disueltas en el agua situada en los poros de los sedimentos; las partículas constituyentes de estos (clastos, cantos...) quedan unidas entre sí. La cementación, junto con la compactación, producen la litificación. El precipitado que se forma se denomina cemento, y su composición puede ser muy variada, si bien abundan la sílice, el carbonato y los óxidos de hierro.